# Wereldkampioenschap quadrathlon middellange afstand 2019
Het Wereldkampioenschap quadrathlon middellange afstand 2019 was een door de World Quadrathlon Federation (WQF) georganiseerd kampioenschap voor quadrathlon-atleten. De 21e editie van het wereldkampioenschap vond plaats in het Britse Brigg.

## Uitslagen
| Heren  | Heren          | Heren   | Heren |
| Plaats | Atleet         | tijd    |       |
| ------ | -------------- | ------- | ----- |
| 1      | William Peters | 2:34:33 |       |
| 2      | Tomáš Svoboda  | 2:36:53 |       |
| 3      | Ferenc Csima   | 2:37:44 |       |
| 4      | Michael Mason  | 2:37:57 |       |
| 5      | Jordi Garcia   | 2:43:04 |       |

| Dames  | Dames             | Dames   | Dames |
| Plaats | Atleet            | tijd    |       |
| ------ | ----------------- | ------- | ----- |
| 1      | Becky Robertson   | 3:02:20 |       |
| 2      | Helen Russell     | 3:11:35 |       |
| 3      | Jenny Illidge     | 3:23:53 |       |
| 4      | Jacqueline Davies | 3:24:21 |       |
| 5      | Bethany Goodlad   | 3:30:26 |       |

1999 ·
2000 ·
2001 ·
2002 ·
2003 ·
2004 ·
2005 ·
2006 ·
2007 ·
2008 ·
2009 ·
2010 ·
2011 ·
2012 ·
2013 ·
2014 ·
2015 ·
2016 ·
2017 ·
2018 ·
2019 ·